# Pezoporus occidentalis
Il pappagallo notturno (Pezoporus occidentalis (Gould, 1861)) è un uccello della famiglia degli Psittaculidi, endemico dell'Australia.

## Descrizione

### Dimensioni
Misura circa 23 cm di lunghezza.

### Aspetto
I pappagalli notturni hanno un becco piatto come il kakapo, con il ramo superiore non terminante a uncino. Intorno alla cera possiede delle piume simili a capelli. La coda è breve e squadrata all'estremità. Le zampe sono abbastanza allungate, il che indica la loro buona predisposizione al camminare. Il maschio e la femmina sono simili.
Negli adulti, le regioni superiori sono generalmente di colore verde giallastro con chiazze criptiche di colore marrone scuro, nero e giallo. Anche la parte anteriore del collo è di colore giallo verdastro. Il petto e i fianchi presentano delle bande nere e gialle piuttosto evidenti. Il ventre e le copritrici sotto-caudali sono di colore giallo brillante.
Le remiganti sono di un colore giallo pallido, che forma una striscia sottile sul lato inferiore dell'ala. Le rettrici centrali sono verdi con una forte sfumatura marrone e delle bande giallastre. Il becco è grigio-marrone, gli occhi neri. Le sottili zampe grigie sono prolungate da lunghi artigli scuri.
In natura, il pappagallo notturno può essere confuso con il kakapo, il pappagallo terragnolo e il pappagallino ondulato, finché non si osservino troppo ulteriori dettagli per quanto riguarda quest'ultimo.

### Voce
Secondo il sito web World Parrot Trust, i pappagalli notturni emettoni dei fischi doppi e deboli quando atterrano in prossimità dei punti d'acqua durante la notte. Producono inoltre degli squittii quando vengono sorpresi e delle note gracidanti piuttosto bizzarre quando ritengono di essere in pericolo (grido di allarme).

## Biologia
Il pappagallo notturno non si alza in volo quasi mai, tranne quando va in cerca di punti dove abbeverarsi. Per poter riuscire a osservare questo animale, che è divenuto estremamente raro, bisogna guardare a terra nel bush o nelle savane erbose che sono quasi esclusivamente composte da graminacee del genere Triodia (note generalmente con il nome di spinifex).
Si ritiene che questo grosso uccello dalla costituzione tarchiata riposi da solo durante il giorno, probabilmente all'interno di gallerie dissimulate dalla fitta boscaglia. Dopo il crepuscolo, si lancia in breve voli fino a quando non trova una pozza d'acqua dolce. Non appena si è dissetato, si dirige verso il luogo di foraggiamento.
Tra gli studiosi non vi è alcuna certezza riguardo ai movimenti e agli spostamenti di questo pappagallo. Per quanto ne sappiamo, potrebbe trattarsi sia di una specie nomade che di una sedentaria. Senza dubbio, dipende strettamente dal clima e dal territorio che frequenta. In passato, quando il numero di esemplari era ancora numeroso, si riteneva che le popolazioni fluttuassero a seconda delle stagioni. Alla fine del XIX secolo, in Australia Meridionale, gruppi di circa una quindicina di individui effettuarono delle irruzioni locali, segno che la specie era perlomeno sensibile alle condizioni climatiche favorevoli oppure che tali popolazioni avevano trovato siti di foraggiamento alternativi le cui risorse erano relativamente abbondanti. Tutte queste considerazioni, tuttavia, devono essere prese con grande moderazione, in quanto la nozione ormai consolidata tra gli studiosi secondo cui questi uccelli si sposterebbero dalle pianure di spinifex in direzione delle regioni ricoperte da boscaglie di chenopodi a seconda delle stagioni o dell'abbondanza dei semi di cui la specie si nutre non è sempre stata confermata nei rapporti recenti.

### Alimentazione

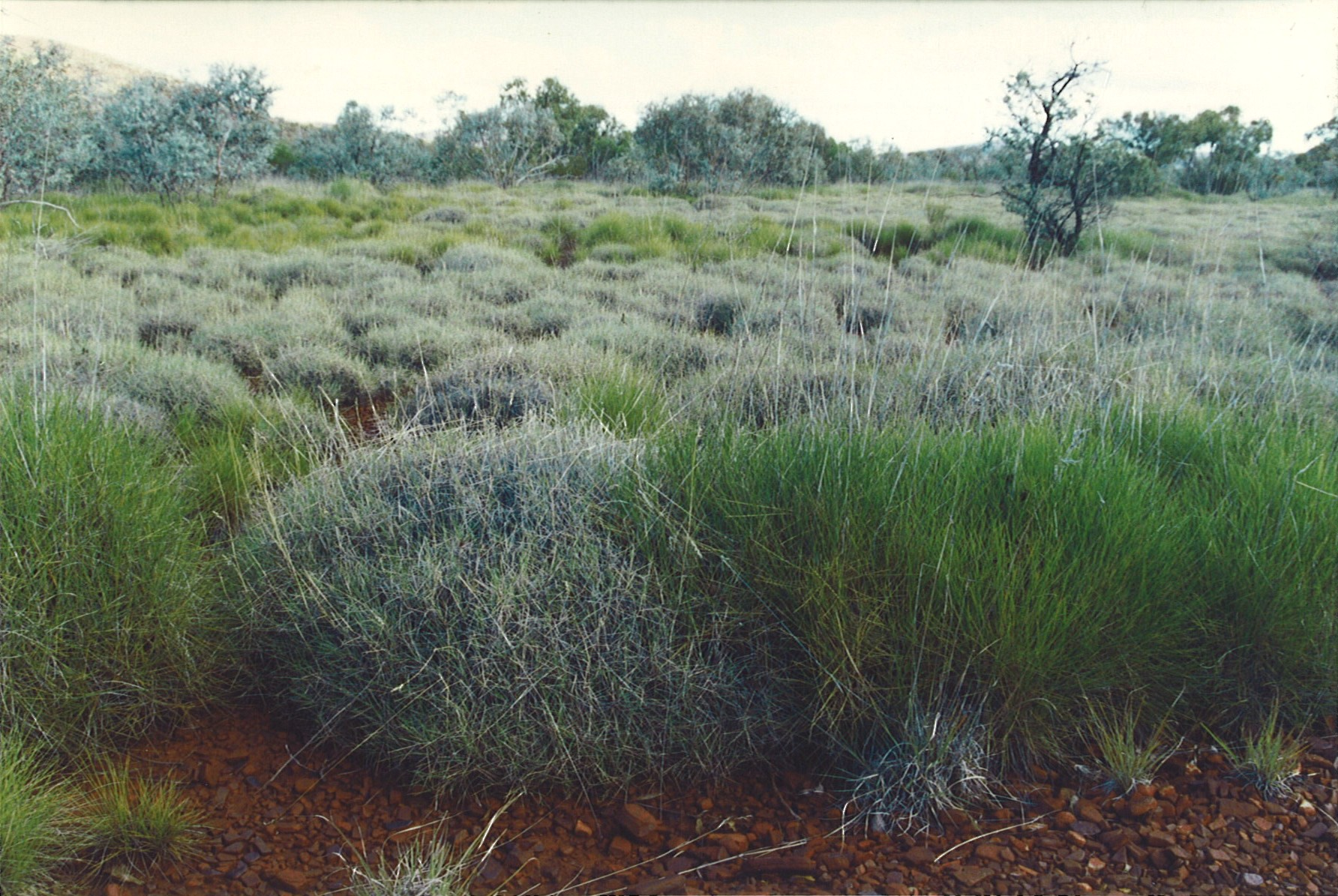
Erbe del genere Triodia.

I pappagalli notturni consumano principalmente semi di spinifex (Triodia). Relazioni recenti e circostanziate segnalano anche l'assunzione di piante decidue della famiglia delle Poacee come l'Enneapogon purpurascens.

### Riproduzione
Si sa molto poco sulle abitudini riproduttive di questo uccello. La stagione di nidificazione ha luogo nel mese di luglio o nel mese di agosto. Il nido è una sorta di piattaforma costruita con pezzetti di legno posta sul terreno o a poca altezza da esso. Si trova all'interno di una cavità che è stata ingrandita alla quale si accede attraverso un tunnel il cui ingresso è situato in un grosso ciuffo d'erba. Il suo diametro misura circa 8 centimetri. Secondo i vecchi dati, la covata conterrebbe generalmente 4 o 5 uova, la cui durata di incubazione è sconosciuta. Queste misurano 25 mm di lunghezza per 19 mm di larghezza.

## Distribuzione e habitat
Prima della scoperta di un esemplare nel 1990, il pappagallo notturno era noto solamente a partire da 22 esemplari museali, 21 dei quali risalenti al XIX secolo. L'altro esemplare, rinvenuto a Nichol Spring in Australia Occidentale nel 1912, era in pessime condizioni e in seguito andò perso. Negli anni successivi vi furono diversi avvistamenti non confermati, tra cui uno nel 1979 da parte dell'ornitologo Shane Parker del South Australian Museum nell'estremità nord-occidentale dell'Australia Meridionale. Nel 1988, l'imprenditore australiano Dick Smith promise una ricompensa di 50.000 dollari a chi fosse riuscito a riscoprire la specie. Nel mese di ottobre del 1990, gli ornitologi Walter E. Boles, Max Thompson e Wayne Longmore riuscirono a dimostrare la sopravvivenza della specie grazie al ritrovamento di un esemplare morto su una strada di campagna nei pressi di Boulia nel Queensland nord-occidentale. Di conseguenza, negli anni novanta vennero effettuate almeno cinque spedizioni di ricerca su vasta scala, accompagnate da due campagne pubblicitarie, che tuttavia fallirono tutte. Nell'aprile del 2005, vennero avvistati tre esemplari a Minga Qwirriawirrie Well, vicino alla zona umida delle Fortescue Marshes, nell'interno della regione del Pilbara, in Australia Occidentale, tuttavia senza prove fotografiche a verificarne la conferma. Una ricerca sul campo effettuata nell'area tra il 2005 e il 2006 non riuscì a trovare eventuali indizi dell'esistenza della specie. Nel novembre 2006, alcuni ranger del Wildlife Service trovarono un esemplare morto nel parco nazionale Diamantina, nel Queensland, che apparentemente si era scontrato con una recinzione alcune settimane prima. Nel maggio 2013, il cineasta australiano John Young riuscì a catturare le prime fotografie di un pappagallo notturno vivente, che presentò nel luglio dello stesso anno durante una conferenza stampa. Il giorno di Pasqua del 2015, l'ornitologo Steve Murphy è riuscito a catturare, fotografare e filmare un esemplare vivente. Nell'agosto 2015, le fotografie in questione sono state pubblicate dal quotidiano The Australian. Nel 2017, la specie è stata finalmente «riscoperta» in Australia Occidentale.
Il pappagallo notturno frequenta un'ampia varietà di habitat aridi e semi-aridi. Si rinviene principalmente nei luoghi dove le erbe crescono in folti ciuffi sulle creste pietrose, ma anche nelle steppe composte da cespugli di chenopodio. Mostra anche una forte predilezione per le zone in cui cresce il finocchio marino, una pianta molto resistente alla siccità e al sale. È noto per trovare riparo all'interno delle aree ricoperte da Muehlenbeckia, una pianta dal fogliame fitto dove riesce a mimetizzarsi alla perfezione.
Le segnalazioni più recenti non provengono interamente dalle zone di spinifex, dove la specie risiede ormai unicamente solo quando vi si trovano semi. In effetti, sembra che la tecnica moderna di appiccare volontariamente incendi destinati a creare delle piste tagliafuoco abbia permesso a piante diverse di creare, una volta divenute mature, dei terreni a mosaico, il che crea condizioni favorevoli per il pappagallo.

## Conservazione
Il pappagallo notturno viene classificato dalla IUCN tra le specie in pericolo. Come sempre accade per quel che crediamo di sapere su questa specie, dobbiamo stare attenti ai giudizi che possiamo formulare sulla base di questa affermazione. In effetti, il suo atteggiamento molto discreto e le sue abitudini notturne rendono piuttosto difficile comprendere il suo stato di conservazione passato e recente.
La modificazione del regime degli incendi e il sovrapascolo del bestiame, ai quali forse si dovrebbero aggiungere la predazione da parte di gatti randagi e volpi, così come il prosciugamento delle pozze d'acqua a causa del consumo eccessivo dei cammelli, sembrano essere tutti possibili cause per spiegare l'impressionante declino di questa specie.
È probabile che la specie sopravviva con un numero di esemplari piuttosto ridotto. Per la sua protezione, sarebbe necessario creare condizioni che comprendano obbligatoriamente i tre elementi seguenti: zone di spinifex nelle quali vengano appiccati molto regolarmente degli incendi volontari per permettere la diversificazione delle specie vegetali, un numero di capi di bestiame al pascolo relativamente limitato, e un numero di predatori esotici molto basso o assente.